# Gadowskie Holendry
Gadowskie Holendry – wieś w Polsce położona w województwie wielkopolskim, w powiecie tureckim, w gminie Tuliszków.
| SIMC    | Nazwa    | Rodzaj    |
| ------- | -------- | --------- |
| 0297974 | Paluszek | część wsi |

W latach 1975–1998 miejscowość administracyjnie należała do województwa konińskiego.